# شانتل پتی‌کلر
شانتل پتی‌کلر (به انگلیسی: Chantal Petitclerc) (زادهٔ ۱۵ دسامبر ۱۹۶۹ در سن-مارک-سور-ریشولیو، کبک، کانادا) ورزشکار پارالمپیکی و سیاستمدار کانادایی است که به عنوان یکی از موفق‌ترین ورزشکاران معلول در تاریخ شناخته می‌شود. او ۲۱ مدال پارالمپیک، شامل ۱۴ مدال طلا به دست آورده است و رکوردهای جهانی متعددی در رشته ویلچررانی ثبت کرده است. پتی‌کلر از سال ۲۰۱۶ به عنوان سناتور در مجلس سنای کانادا فعالیت می‌کند و در حوزه حقوق معلولین و سیاست‌های اجتماعی به‌طور فعال مشارکت دارد.

## اوایل زندگی و تحصیلات
شانتل پتی‌کلر در سن-مارک-سور-ریشولیو منطقه در ناحیه مونترژی استان کبک کانادا به دنیا آمد و در سن ۱۳ سالگی طی یک حادثه در مزرعه یکی از دوستانش، پس از برخورد با درب یک انبار، دچار آسیب شدید نخاعی شد که منجر به فلج شدن هر دو پای او گردید. این حادثه زندگی او را برای همیشه تغییر داد، اما پتی‌کلر با پشتکار و اراده‌ای قوی، توانست تحصیلاتش را ادامه دهد. او در رشته تاریخ در دانشگاه تحصیل کرد و در همان دوران با ورزش‌های ویلچررانی آشنا شد.

## حرفه ورزشی
پتی‌کلر به عنوان یکی از موفق‌ترین ورزشکاران پارالمپیکی جهان شناخته می‌شود. او در پنج دوره پارالمپیک (۱۹۹۲ تا ۲۰۰۸) شرکت کرد و در دسته‌های مختلف مسابقات ویلچررانی، از جمله ۱۰۰ متر، ۲۰۰ متر، ۴۰۰ متر، ۸۰۰ متر و ۱۵۰۰ متر، موفق به کسب مدال‌های طلا، نقره و برنز شد. او همچنین در مسابقات جهانی و بازی‌های کشورهای مشترک‌المنافع نیز به موفقیت‌های بزرگی دست یافته و رکوردهای جهانی متعددی را به ثبت رسانده است.

### مربی‌گری و سخنرانی
پس از بازنشستگی از دنیای ورزش حرفه‌ای، شانتل پتی‌کلر به مربی‌گری در زمینه ورزش‌های معلولین پرداخت و تجربیات ارزشمند خود را به نسل جدید ورزشکاران منتقل کرد. او همچنین به عنوان سخنران انگیزشی فعالیت می‌کند و تجربیاتش را برای تشویق و الهام بخشیدن به دیگران به اشتراک می‌گذارد.

## فعالیت‌های سیاسی
در سال ۲۰۱۶، پتی‌کلر به عنوان سناتور به مجلس سنای کانادا پیوست و به‌طور فعال در زمینه حمایت از حقوق افراد معلول و پیشبرد سیاست‌های اجتماعی فعالیت می‌کند. او با استفاده از تجربیات شخصی و حرفه‌ای خود تلاش می‌کند تا تغییرات مثبتی در جامعه ایجاد کند.

## افتخارات و جوایز
شانتل پتی‌کلر به دلیل دستاوردهای ورزشی و اجتماعی‌اش، جوایز و افتخارات متعددی دریافت کرده است. او عضو تالار مشاهیر ورزشی کانادا است و در سال ۲۰۰۹ نشان شوالیه کانادا را دریافت کرد. همچنین به عنوان یکی از ۱۰۰ زن تأثیرگذار جهان معرفی شده است.

## زندگی شخصی
پتی‌کلر با جیمز دوهامل، آهنگساز موسیقی الکترو-آکوستیک، ازدواج کرده است. آن‌ها در دسامبر ۲۰۱۳ صاحب پسری به نام الیوت شدند.